# Yopie Latul
Yopie Latul (ur. 7 września 1955 w Ambon, zm. 9 września 2020 w Cibinong) – indonezyjski piosenkarz.
Swoją karierę wokalną rozpoczął w 1982 roku. Wydał szereg albumów: Jopie Latul – Ambon Jazz Rock (1982), Dansa Gepe-Gepe (1984), O Sussy Sayang (1989), Hey Gadis (1991), Simalakama II (1993), Kusesali (1994), Remix Hitam tapi Manis (1994), Tiada Berdaya (1994), The Best of Yopie Latul (1998), Poco Poco (2000).
Popularność przyniosły mu utwory „Ayun Langkahmu” (autorstwo: Elfa Secioria i Wieke Gur) z 1986 r. i „Kembalikan Baliku” (autorstwo: Guruh Soekarnoputra) z 1987 r. Z tym drugim utworem wystąpił na Festiwalu Piosenki Popularnej w 1987 r., wraz z grupą Swara Mahardhika. Przełomem w jego karierze okazało się jednak nagranie dance pt. „Poco-Poco” z 1995 r., za które zdobył nagrodę AMI (Anugerah Musik Indonesia).
Zmarł w 2020 r. na COVID-19.